# Ferahşad Hatun
Ferahşad Hatun (en turco otomano: فرخشاد خاتون‎;   "Honorable") (c.1460 — Bursa, c.1530), también conocida como Muhtereme Hatun, fue una de las consortes del sultán Bayezid II del Imperio Otomano. Participó en obras de caridad; en particular, fue la iniciadora de la construcción de varias instituciones caritativas en Silivri.

## Vida
Ferahşad Hatun nació en 1460 y era hija de Mehmet Sandzak Bey. Entró en el harén de Bayezid en 1484 y dio a luz a Şehzade Mehmed en 1486. El historiador contemporáneo, Kemal Paşazade comentó sobre su nacimiento, afirmando que era un "sustituto" ( bedel ) de su medio hermano recientemente fallecido, Şehzade Abdullah. (m. 1483, hijo de Şirin Hatun e hijo mayor de Bayezid).
Según la tradición turca, se esperaba que todos los príncipes trabajaran como gobernadores provinciales como parte de su formación. Mehmed fue enviado a Kefe en 1490, y Ferahşad lo acompañó. Desafortunadamente, Mehmed murió a principios de 1504 y Ferahşad tuvo que retirarse a Bursa.
Tras la muerte de Mehmed en diciembre de 1504, se instaló en Bursa y se dedicó a la filantropía. Al jubilarse hizo donaciones en Silivri, y Estambul . Fue enterrada en el Complejo Muradiye junto a su hijo en Bursa.

## Descendencia
Junto con Bayezid, Ferahşad tuvo un hijo:
- Şehzade Mehmed (1486 — Diciembre de 1504), estaba casado con una princesa del Kanato de Crimea, Ayşe Hatun, pero se divorciaron rápidamente (luego se casó con su medio hermano Selim I ). Tuvo dos hijos de madre desconocida, Fatma Sultan (1500 — 1556) y Şehzade Mehmed (1505 — 1513), quién fue asesinado por órdenes de Selim I.